# Aeronautics Aerostar
Aeronautics Aerostar – izraelski, taktyczny bezzałogowy aparat latający (UAV - Unmanned Aerial Vehicle), produkcji firmy Aeronautics Defense Systems. 1 lutego 2010 roku aparat został zwycięzcą konkursu na nowy taktyczny, bezzałogowy samolot dla Polskiego Kontyngentu Wojskowego w Afganistanie. 1 października 2012 roku Ministerstwo Obrony Narodowej poinformowało o zerwaniu współpracy z Aeronautics Defense Systems z powodu niedotrzymania warunków podpisanej w lutym 2010 roku umowy.

## Historia
Prace nad aparetem rozpoczęto pod koniec lat 90. XX wieku w firmie Aeronautics Defense Systems Ltd. (wcześniej znanej jako NETS Integrated Avionics Systems). W pracach projektowych według źródeł firmy brali udział specjaliści z izraelskiego wywiadu. W 2000 roku rozpoczęto próby aparatu. Pierwszym użytkownikiem Aerostara w 2003 roku zostały Siły Obronne Izraela. W 2007 roku maszyny, które formalnie były własnością firmy, brały udział w patrolowaniu Strefy Gazy. Rok wcześniej Aerostar testowała izraelska policja drogowa. Pierwszymi zagranicznymi użytkownikami bezzałogowych samolotów zostały Nigeria i Angola. W Nigerii maszyny są częścią systemu ochrony wybrzeża oraz platform wydobywczych w delcie rzeki Niger. Podobne zdania wykonują w Angoli, w której biorą udział w patrolowaniu platform i pól naftowych. W 2008 roku Aerostary pojawiły się w Turcji. Ich zakup związany był z opóźnieniami związanymi z wprowadzeniem do eksploatacji innego bezpilotowego samolotu, IAI Heron. Miały brać udział w operacjach skierowanych przeciwko kurdyjskim partyzantom. W tym samym roku aparaty zakupił Azerbejdżan. W 2009 roku pierwszym europejskim użytkownikiem Aerostarów została Holandia, która wykorzystuje swoje aparaty w Afganistanie. Maszyny testowały również United States Navy i United States Marine Corps jednak aparaty nie znalazły się na wyposażeniu amerykańskich jednostek. Chile wypożyczyło Aerostara w celu oceny zniszczeń spowodowanych przez trzęsienie ziemi w lutym i w marcu 2010 roku. Aparaty mają być również wykorzystywane do patrolowania rejonów o dużej przestępczości.
Z powodu wzrastającej aktywności polskich sił zbrojnych w Afganistanie, w październiku 2008 roku, Departament Zaopatrywania Sił Zbrojnych Ministerstwa Obrony Narodowej ogłosił przetarg na dostawę trzech taktycznych aparatów bezzałogowych o zasięgu rzędu 150 - 300 km. Samoloty miały dodatkowo charakteryzować się zdolnością do przebywania w powietrzu przez 10 - 12 godzin. W trakcie trwania postępowania zredukowano liczbę planowanych do zakupu zestawów z trzech do dwóch. Ostatecznie, w trakcie aukcji elektronicznej, 1 lutego 2010 roku zwycięzcą postępowania na nowy taktyczny, bezzałogowy aparat dla polskiego kontyngentu wojskowego w Afganistanie został Aeronautics Aerostar, 
stając się w ten sposób drugim produktem firmy Aeronautics Defense Systems po Aeronautics Orbiter na wyposażeniu Wojska Polskiego. W styczniu 2011 roku, Aerostar będący na wyposażeniu afgańskiego kontyngentu wzbił się po raz pierwszy w powietrze. Do dnia 1 października 2012 roku, kiedy to Ministerstwo Obrony Narodowej poinformowało o zerwaniu popisanej z izraelską firmą umowy, żaden z Aerostarów nie stał się własnością Wojska Polskiego. Powodem decyzji polskiego ministerstwa było niewywiązanie się strony izraelskiej z warunków umowy, nie dostarczyła ona aparatów spełniających wymagania techniczne opisane w specyfikacji przetargowej. Tym niemniej, cztery bezzałogowce znalazły się na stanie polskiego kontyngentu w Afganistanie, były to jednak maszyny wypożyczone przez Aeronautics, które zostały zwrócone po zerwaniu kontraktu.
5 stycznia 2011 roku Ministerstwo Obrony Tajlandii poinformowało o podpisaniu kontraktu na zakup pojedynczego zestawu Aerostar z opcją na zakup kolejnych. Maszyny mają pomóc w zwalczaniu piractwa morskiego.

## Konstrukcja
Aerostar jest wolnonośnym górnopłatem z centralnym kadłubem i dwiema belkami ogonowymi. Płatowiec wykonany jest z kompozytów szklano- i węglowo-epoksydowych. Skrzydło o trapezowym obrysie zaopatrzone w klapy na krawędzi spływu skrzydła. Usterzenie w kształcie litery T z dwoma statecznikami pionowymi. Podwozie stałe, trójpodporowe z hakiem skracającym lądowanie. Maszyna przystosowana jest do wykonywania klasycznych startów i lądowań. Jednostkę napędową stanowi dwusuwowy, dwucylindrowy silnik Zanzottrra 498i napędzający dwułopatowe śmigło pchające. Maksymalna masa wyposażenia Aerostara wynosi 50 kilogramów. Standardowo w jego skład wchodzi stabilizowana głowica elektrooptyczna Controp DSP-1. Możliwe jest również zamontowanie radaru SAR i systemów rozpoznania elektronicznego lub łączności radiowej. System łączności maszyny zapewnia transmisję danych z aparatu do naziemnej stacji kontroli w czasie rzeczywistym.

## Wersje
- Aerostar-C - wersja ze skrzydłami zaopatrzonymi w winglety i zwiększonej do 10 metrów rozpiętości. Maszyna wyposażona w mocniejszy silnik czterosuwowy o mocy 65 KM. Zwiększona do 300 kg maksymalna masa startowa (80 kg udźwig) i wydłużony czas lotu do ok. 24 h. Aparat w tej wersji ma być oferowany dotychczasowym użytkownikom Aerostara. Prawdopodobnie pierwszym użytkownikiem tej wersji będzie Chile.